# Bomba hidrodinâmica
Uma bomba hidrodinâmica é um dos tipos de bombas hidráulicas. O outro tipo são as bombas hidroestáticas.
Neste tipo, apenas o atrito e o peso do fluído a ser transportado são factores de resistência. Em termos da resistência sofrida pelo fluido, o que acontece nestas bombas é que à medida que este factor aumenta a sua intensidade, o transporte do fluido, ou seja, o seu deslocamento sofre diminuição. Como tal, o seu uso é pouco frequente em sistemas hidráulicos. 
Enquanto que nas bombas hidroestáticas o deslocamento é positivo, nas hidrodinâmicas o deslocamento pode ser fixo, ou seja, o fluxo não pode ser ajustado, ou então terem um deslocamento variável, de construção mais complexa. Tem portanto deslocamento não-positivo.
Ajustando-se a pressão da bomba faz-se com que a descarga também o seja.